# Dominique Dal Pos
 (avril 2024).
Pas d'image ? Cliquez ici

a Compétitions nationales et continentales officielles uniquement.

Dernière mise à jour le 22 Avril 2024.
Dominique Dal Pos, né le 22 juin 1965, est un joueur français de rugby à XV qui évolue au poste d'ailier.

## Biographie
Dominique Dal Pos commence en équipe première de l'US Colomiers en 1984 en même temps qu'un certain Jean-Luc Sadourny.
Le club est alors en groupe B.
Il participe à la montée en puissance du club qui monte en groupe A en 1989.
La même année, il est classé troisième au classement des meilleurs ailiers français par le Midi olympique et est sélectionné aves les Barbarians français contre les Māori.
L'US Colomiers poursuit sa progression lors de la saison 1989-1990 puisque le club atteint pour la première fois les huitièmes de finale du Championnat dans l'élite. Battu à domicile par les deux premiers de la poule, l'US Dax et le FC Grenoble, l'USC termine néanmoins troisième de la poule 3 du groupe A. Malgré une victoire à domicile face au RC Toulon 6-3 le 22 avril 1990, l'US Colomiers est éliminé au match retour 30-12.
Puis, le club atteint les quarts de finale du championnat en 1992 et en 1997 après avoir battu le CA Brive, champion d'Europe en titre.
Il remporte la conférence européenne la saison suivante.
Il met alors fin à sa carrière de joueur pour se consacrer à son commerce.

## Palmarès
- Vainqueur du Challenge de l'Espérance en 1989, 1990 et 1992.
- Finaliste du Challenge de l'Espérance en 1991.
- Vainqueur du Challenge européen en 1998.